# Mistral
Mistral — це високопродуктивна комп'ютерна система (суперкомп'ютер) для дослідження кліматичних умов Землі (HLRE-3), яка була встановлена з 1 липня 2015 року в Німецькому центрі кліматичного обчислення (DKRZ) у Гамбурзі.

## Загальні відомості
На списку TOP500 найпотужніших суперкомп'ютерів, який був опублікований під час Міжнародної конференції суперкомп'ютерів (ISC'16), остання стадія розгортання Mistral на DKRZ зайняла позицію №. 33 по всьому світу. Тепер Mistral є п'ятим найпотужнішим високопродуктивним комп'ютером у Німеччині.

## Технічні дані
Близько 3000 обчислювальних вузлів типу bullx DLC 720, загальною кількістю більш ніж 100 000 процесорних ядер на базі процесорів Intel Xeon E5-2680v3 12C з тактовою частотою 2,5 Ггц (Haswell) та E5-2695V4 18C з тактовою частотою 2,1 Ггц (Broadwell) забезпечують обчислювальні потужності. Це найбільша високопродуктивна обчислювальна система компанії Atos / Bull у списку TOP500. Завдяки системі теплої води, яка охолоджує процесор та основну пам'ять, Mistral є дуже енергоефективним: попри 20-кратне збільшення продуктивності в порівнянні з попередником HLRE-II «Blizzard», Mistral споживає трохи меншу електричну потужність.
Основна пам'ять — 240 терабайтів, жорсткий диск містить 54 петабайт, що робить його одним з найбільших у світі.
Пікова швидкість передачі більше> 450 Гбіт / с.
У системі 21 інтегрований візуалізаційний вузол з двома графічними процесорами NVIDIA Kepler або Maxwell GPU.

## Обчислювальна потужність
Обчислювальна потужність Mistral становить 2,54 петафлопс, максимальна потужність — 3,14 петафлопс. Для задоволення самих вимогливих до даних моделей клімату система відрізняється від більшості інших високопродуктивних комп'ютерів, маючи особливо велику та потужну паралельну файлову систему. Паралельна файлова система Mistral компанії Seagate має місткість 54 петабайт і займає позицію №. 2 у списку vi4io.org, де порівнюються найбільші файлові системи у всьому світі. Пікова швидкість передачі файлової системи на основі Luster становить 450 Гбіт / с. Це об'єм даних приблизно 100 повнометражних фільмів в секунду!
Вся система складається з 80 кабінетів з розміром телефонного стенда, більшість з яких важать більше однієї тонни, і вони взаємопов'язані пучками волокон і високопродуктивними мережевими компонентами компанії Mellanox.